# 베드로 가니시오
베드로 가니시오(독일어: Petrus Canisius, 네덜란드어: Pieter Kanijs, 1521년 5월 8일 - 1597년 12월 21일)는 독일의 가톨릭 신학자이다. 당시 독일, 오스트리아, 보헤미아, 모라비아, 스위스 등에 퍼져있던 프로테스탄티즘에 대항한 것으로 유명한 예수회 사제이다. 특히 그가 이끌던 독일 예수회는 종교분열로 인하여 무너진 독일 가톨릭교회를 재건하는 데 크게 기여하였으므로 흔히 그를 ‘독일의 두 번째 사도’로 부른다.
베드로 가니시오는 1864년 교황 복자 비오 9세에 의해 시복되었으며, 1925년 교황 비오 11세에 의해 시성됨과 동시에 교회학자라는 칭호를 받았다. 축일은 12월 21일이다.

## 생애
베드로 가니시오는 겔더스 공국(오늘날의 네덜란드 영토이며, 1549년까지 신성 로마 제국의 속령이였음)의 네이메헌 출신이다. 네이메헌에서 아홉 차례나 시장으로 선출된 전력이 있으며, 부유한 토지의 소유자인 귀족, 야곱 카니스(Jacob Kanis)의 아들로 태어났지만 그가 태어난 뒤 얼마 지나지 않아 어머니가 죽는 불행을 겪었다.
그는 어려서부터 타고난 재주로 말미암아 학문 면에 탁월한 성적을 나타냈다. 신앙심이 별로 깊지 않았던 그는 처음에는 법률가가 되려는 야망을 품고 쾰른 대학교에 갔다. 그 결과 그가 19세가 되는 1540년에 학위를 얻는 등 성과를 냈다. 그리고 성 이냐시오 데 로욜라의 첫 번째 제자이며 예수회 설립자 가운데 하나인 복자 베드로 파브르를 만났다. 그리하여 점차 그에게 감화를 받아 자기 일생의 사명이 이 방면에 있다는 것을 깨닫고 신학으로 전향하여 1543년 예수회에 입회하였다. 그리고 가난한 이들에게 재산을 나눠주고 난 후 1546년에 스물 다섯의 나이에 사제로 서품받으면서 여덟 번째 예수회 회원이자 최초의 네덜란드인 예수회 사제가 되었다. 공교롭게도 그가 서품받은 날은 그의 생일 날이었다.
이후 그는 설교와 저술을 통해 당대의 가장 영향력 있는 가톨릭 신자 가운데 한 사람이 되었다. 자금이 거의 없는 상태에서도 그는 독일에 여러 개의 예수회 대학을 설립하고, 대학 강단을 순회하면서 강의하고 설교하였다. 그는 30년 동안 도보로 혹은 말을 타고 20,000마일을 여행하면서 전국을 돌아다니며 프로테스탄트를 반박하고 자신이 설교한 도시의 가톨릭 신앙을 부흥시켰다. 이에 말미암아 흔히들 그를 ‘독일의 두 번째 사도’로 부른다.
베드로 가니시오는 신성 로마 제국의 황제 페르디난트 1세에게도 큰 영향을 끼쳤다. 그는 페르디난트 황제에게 군사 지원을 얻는 대가로 프로테스탄트교도들에게 더 많은 권리를 양보하는 것은 장차 큰 화를 불러올 것이라고 경고하였다. 베드로 가니시오는 페르디난트 황제의 장자이자 공개적으로 프로테스탄트 신봉자임을 천명한 막시밀리안에게서 실제적인 위험을 감지하고, 페르디난트 황제를 찾아가 막시밀리안이 가톨릭 신앙을 저버린다면 그의 왕위 계승권을 박탈하겠다는 으름장을 놓을 것을 종용하였다.

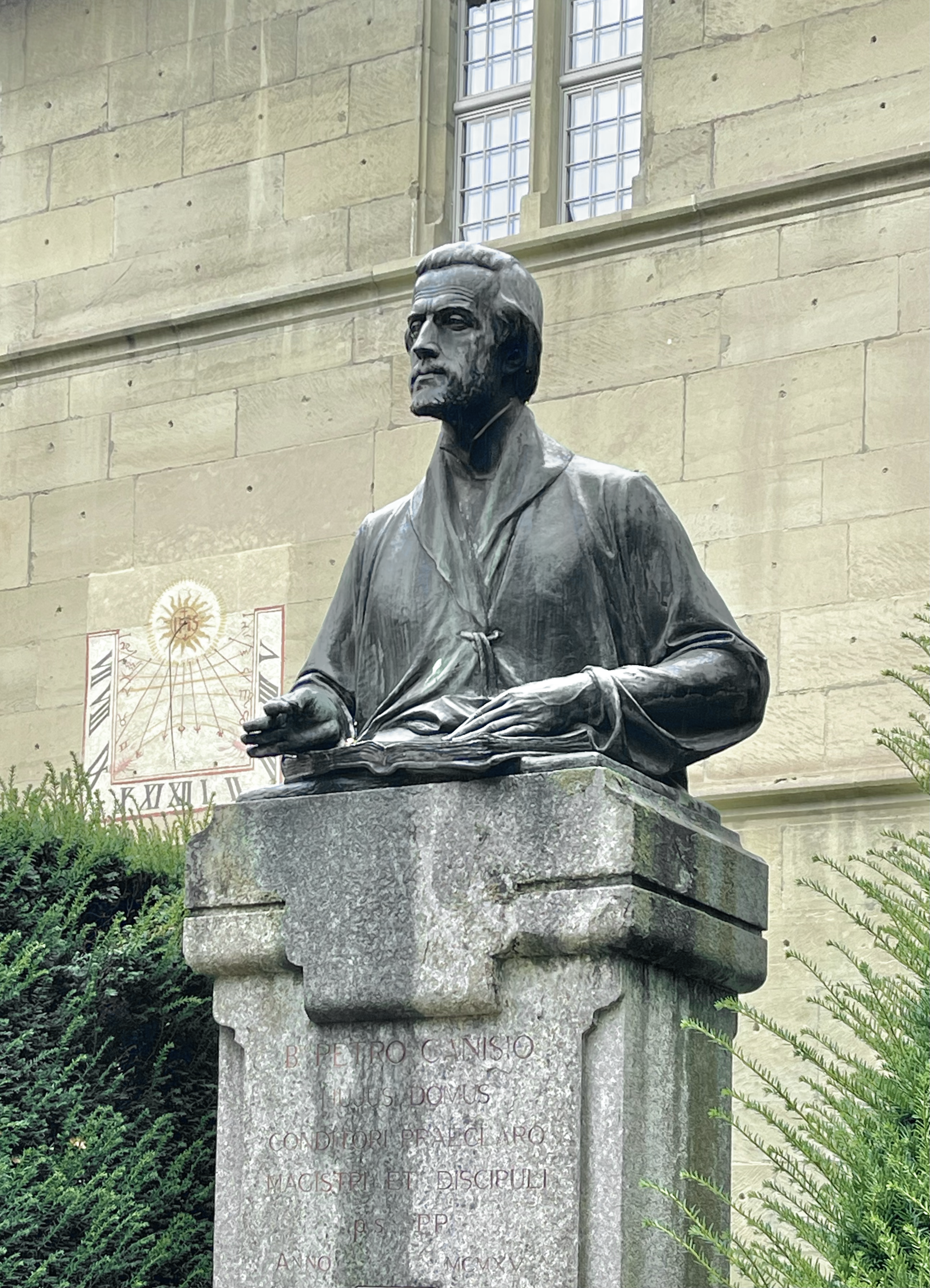
베드로 가니시오

1549년 9월 교황 바오로 3세는 가니시오를 독일로 파견해 종교 개혁자들로부터 가톨릭 교회를 보호하도록 명하였다. 독일로 파견된 그는 설교, 강의, 출판 등을 통해 오랫동안 교회에서 떨어져 있던 사람들이 다시 교회로 돌아올 수 있도록 힘썼다. 그는 빈에 머무르던 중 1555년에, 독일어권 국가들의 사람들을 위해 가톨릭교회의 기본 교리를 독일어로 알기 쉽게 풀이해 쓴 독일어 교리문답서, 『그리스도교 교리대전(German Catechism)』을 집필하였으며 이는 선풍적인 인기를 끌었고 즉시 15개의 언어로 번역되었다. 또 1558년은 세계적으로 유명해진 <소 교리문답집>을 출판하였다. 
그는 1554년에 빈 교구장 주교직을 제의 받았지만, 여러 곳을 돌아다니며 가르치는 일을 계속하기 위해서 거절하였다. 대신에 그는 새로운 주교가 임명되기 전까지 11년 동안 빈 교구의 관리자직을 맡았다. 이후 그는 1556년에 프라하(Prague)로 파견되어 그곳에 새로 짓는 대학교를 위해 일하는 동안에, 남부 독일과 보헤미아(Bohemia) 그리고 오스트리아로 구성된 새 관구의 순회 관구장으로 임명되었다 1559년부터 1568년까지 아우크스부르크 주교좌 대성당의 대표적인 설교자로서 사람들에게 담대하게 복음을 전파하였다. 1569년에는 13년 동안의 순회관구장직에서 물러나 집필과 강연 활동을 계속하였다. 베드로 가니시오의 강론은 설득력이 대단하였기 때문에 이를 들은 수백 명의 프로테스탄트교도들이 가톨릭 신앙으로 되돌아왔다고 전해진다. 그는 트렌토 공의회의 두 회기에 참석하였고 1557년에는 보름스 대화에 주요 신학자 가운데 한 사람으로 참석하였다.
베드로 가니시오가 1590년 독일을 떠날 무렵, 예수회는 독일에서 거의 빈손으로 시작했다가 가톨릭 개혁의 강력한 도구로 크게 성장하였다. 베드로 가니시오는 칼뱅파가 득세한 스위스의 프리부르에서 선교사로서 여생을 보내면서 수년 후에는 그곳 시민의 대부분을 개종시키는 데 성공했다. 그리고 그는 프리부르에 성 미카엘 학교라는 이름의 예수회 소학교를 설립하였다. 성 미카엘 소학교는 젊은이들로 하여금 장래의 대학 진학을 대비하기 위한 교육을 목적으로 세운 학교로, 오늘날까지 주 행정부 관리 아래 남녀 공용 대학교육 준비기관으로 명맥을 이어나가고 있다.

## 베드로 가니시오의 사목 전략
종교분열 시대를 살았던 베드로 가니시오는 새로이 출현한 프로테스탄트 종파들에 맞서 가톨릭 신앙을 지키고 견고화하는데 많은 노력을 기울였다. 무엇보다 그가 이룩한 가장 큰 공헌은 라틴어와 독일어로 집필하여 출간한 세 권의 교리문답서인데, 이는 가톨릭 지역 내에 광범위하게 퍼져 대중으로부터 큰 인기를 얻게 되었다. 그는 독일의 프로테스탄티즘과 싸우는 한편 로마에 대해서도 “만일 로마에서 독일인들을 정당하게 대우해준다면, 독일인들은 로마를 위해 모든 것을 헌신할 것이다.”라면서 독일에 대해 보다 융통성 있게 대해줄 것을 요청하였다.

## 같이 보기
- 예수회
- 가톨릭 개혁